# Nokia 2651
Nokia 2651 - model telefonu komórkowego firmy Nokia. Jest to telefon typu clamshell. Mimo dość znacznej popularności w Ameryce Łacińskiej, nie zyskał popularności na europejskich rynkach.